# Вестманнаейяр (вулкан)
Вестманнаейяр (ісл. Vestmannaeyjar) — група вулканічних об'єктів, розташованих на архіпелазі Вестманнаейяр, південно-західне узбережжя Ісландії.
Вестманнаеяр є великим підводним вулканом, у межах якого на площі 30×40 км знаходяться різні вулканічні об'єкти, складені переважно базальтами. Наслідком прояву вулканічної діяльності стало виникнення вулканічних островів і підводних вулканів на неглибокому шельфі південно-західного берега Ісландії. Виверження відбувалися в післяльодовиковий період понад два десятки разів. Вестманнаеяр найвідоміший виверженням, епіцентр якого знаходився на глибині 130 м, в результаті якого виник острів Суртсей в 1963 році. Зараз він продовжує рости. Згодом утворювалися подібні острівці, але вони були, як правило, недовговічні і іноді не фіксувалися. Острівець Йолнір височів на 70 м над рівнем моря в результаті викиду лав на поверхню в жовтні 1965 року, а через рік його розмив океан і від нього нічого не залишилося. Найтрагічніше виверження почалося 23 січня 1973 року, в результаті якого постраждало однойменне місто на острові Хеймаей. В результаті нагрівання ґрунтів почалася пожежа в східній частині містечка, на площі 300–400 м. Тоді з моря намагалися перекачати воду насосами і остудити потоки лави, що виходять з шлакового конуса Ельдфетль, але потоки лави попрямували в порт і порушили подання води і довелося зайнятися евакуацією місцевого населення. Виверження припинилося 3 червня 1973 року. В результаті утворилася гора заввишки 225 м, під шаром попелу виявилося 360 будинків, товщина лавового потоку становила 70 см, площа — 2,1 км². Згодом захист берегової лінії розширили від 1,1 км до 2,7 км. Вулканічна активність на Хеймаей була подібна до виверження на острові Ян-Маєн в 1970 році. Нині якої-небудь активної вулканічної діяльності в районі Вестманнаеяре немає.

## Список вулканічних об'єктів, що входять до комплексу Вестманнаеяр, за абеткою
| Назва         | Назва англійською | Тип                          | Висота (м) |
| ------------- | ----------------- | ---------------------------- | ---------- |
| Алсей         | Alsey             | Конус                        | 137        |
| Б'ярнарей     | Bjarnarey         | Вулканічний конус            | 161        |
| Брандур       | Brandur           | Конус                        | 83         |
| Гейрфупласкер | Geirfuglasker     | Конус                        | 43         |
| Гейрфупласкер | Geirfuglasker     | Конус                        | 43         |
| Ніхахраун     | Nyhahraun         | Підводний вулканічний розлом | невідомо   |
| Нордурклеттар | Nordurklettar     | Вулканічний розлом           | невідомо   |
| Рофубоді      | Rofubodi          | Підводний вулканічний розлом | невідомо   |
| Саефелл       | Saefell           | Туфовий конус                | 188        |
| Скотриггур    | Skotuhryggur      | Підводний вулканічний розлом | невідомо   |
| Срідрангар    | Thridrangar       | Підводний вулканічний розлом | невідомо   |
| Сторхофді     | Storhofdi         | Туфовий конус                | 100        |
| Судурей       | Suðurey           | Конус                        | 164        |
| Сулнаскер     | Sulnasker         | Конус                        | 68         |
| Суртсей       | Surtsey           | Конус                        | 169        |
| Хайн          | Hain              | Туфові кільця                | невідомо   |
| Хеймаей       | Heimaey           | Шлаковий конус вулкана       | 279        |
| Хелгафелль    | Helgafell         | Шлаковий конус вулкана       | 228        |
| Хеллісей      | Hellisey          | Конус                        | 105        |
| Еїніндрангур  | Einindrangur      | Підводний вулканічний розлом | невідомо   |
| Ельдфетль     | Eldfell           | Вулканічний розлом           | 205        |
| Еллідаей      | Ellidaey          | Конус                        | 112        |

## Ресурси Інтернету
- Вулкан Вестманнаеяр. Global Volcanism Program. Смітсонівський інститут. (англ.)
- Volcano Live — John Search [Архівовано 9 червня 2021 у Wayback Machine.]
- Vulcanism.ru